# Meandry Svratky u Milov
Meandry Svratky u Milov jsou přírodní rezervace rozkládající se v katastrálních územích České Milovy, Moravské Křižánky a Sněžné v okrese Žďár nad Sázavou v nadmořské výšce 590–603 metrů. Oblast spravuje AOPK ČR, RP Správa CHKO Žďárské vrchy.
Předmětem ochrany jsou společenstva makrofytní vegetace tekoucích a stojatých vod, vegetace bahnitých substrátů, vegetace vysokých ostřic, nevápnitých mechových slatinišť, přechodových rašelinišť, vlhkých pcháčových luk a tužebníkových lad, smilkových trávníků a mezofilních ovsíkových luk, mokřadních vrbin, vrbových křovin hlinitých a písčitých náplavů a údolních jasanovo-olšových luhů. Dále jsou předmětem ochrany vzácné a ohrožené druhy rostlin a živočichů, zejména populace kriticky ohrožených druhů mihule potoční (Lampetra planeri) a chřástala polního (Crex crex), silně ohrožených druhů všivce lesního (Pedicularis sylvatica), rdestu alpského (Potamogeton alpinus), modráska bahenního (Phengaris nausithous), bekasiny otavní (Gallinago gallinago), chřástala kropenatého (Porzana porzana), vodouše kropenatého (Tringa ochropus), krutihlava obecného (Jynx torquilla) a ohrožených druhů prstnatce májového (Dactylorhiza majalis), hýla rudého (Carpodacus erythrinus) a bramborníčka hnědého (Saxicola rubetra), včetně jejich biotopů.
Přírodní rezervace je součástí chráněné krajinné oblasti Žďárské vrchy. Oblast spadá také do CHOPAV Žďárské vrchy.

## Historie
V lokalitě byly provedeny průzkumné práce po zřízení CHKO Žďárské vrchy a v roce 1978 byl zpracován návrh k vyhlášení nejhodnotnější části území za chráněný přírodní výtvor. V té době byla však ceněna zemědělská půda, a tak byl návrh zamítnut. Později se území dostalo do I. zonace CHKO Žďárské vrchy a v současné době je i regionálním biocentrem Meandry Svratky, který je součástí nadregionálního biokoridoru č. 127.
Území bylo v minulosti odvodňováno. Současně splachy z okolních polí způsobili eutrofizaci společenstev, a to především v okrajích území. Změna hospodaření - z extenzivního hospodaření na loukách v údolní nivě se v socialistické době přešlo na hospodaření pomocí těžké mechanizace, pro kterou byly některé plochy nedostupné. Sukcesní vývoj měl za důsledek rozšíření chrastice rákosovité a částečně i dřevinných porostů. Celkově tak došlo v lokalitě k poklesu biodiverzity území, a to především snížení zastoupení druhově bohatých vlhkých pcháčových luk.
Řeka Svratka dříve tvořila zemskou hranici mezi Čechami a Moravou. Jak uvádí plán péče o tuto lokalitu, dochází zde ke styku dvou systémů, ve kterých jsou zobrazována katastrální území - jedná se o souřadnicový systém Gusterberg a Sv. Štěpán (více také Katastrální výměra). Hranice sousedních katastrálních území tak při například zobrazení chráněného území nad ortofotomapou nesedí. Rozptyl činí místy až 10 m.
Přírodní rezervace se nachází ve dvou honitbách: honitbě Křižánky-Březiny a honitbě Sněžné. V lokalitě se nachází několik posedů. Plán péče uvádí, že negativním vlivem by bylo zřizování budek pro hnízdění kachen na slepých ramenech a tůních v údolní nivě s předměty ochrany rostlin a živočichů.

## Flóra
Ze zvláště chráněných a ohrožených druhů rostlin se zde podle plánu péče vyskytuje slabá populace hadího mordu nízkého. Spatřit jej můžete v porostech trávníků Violion caninae u okrajů vlhkých pcháčových luk s nálety. Slabé populace v menších skupinkách zaujímají také rozrazil štítkovitý (Veronica scutellata), který se nachází ve vlhkých zrašelinělých loukách svazu Caricion fuscae a rdest alpský vyskytující se v bahnitých tůních ve slepých meandrech a strouze Černého potoka. Mezi další cenné rostliny, které osidlují lokalitu patří kozlík dvoudomý (Valeriana dioica), lipnice širolistá (Poa chaixii), mochna bahenní (Potentilla palustris), ostřice trsnatá (Carex cespitosa), prstnatec májový, starček potoční (Tephroseris crispa) rostoucí ve vlhkých pcháčových až zrašelinělých loukách údolní nivy, vrbovka bahenní (Epilobium palustre) a všivec lesní (Pedicularis sylvatica).

## Fauna
V chráněném území se nachází větší množství zvláště chráněných a ohrožených druhů živočichů. Mezi motýli jsou to modrásek bahenní (Phengaris nausithous), který se zde vyskytuje v desítkách jedinců na vlhčích lučních stanovištích s porosty krvavce totenu (Sanguisorba officinalis). Běžným druhem je otakárek fenyklový (Papilio machaon). Brouky zastupuje tesařík Necydalis major, který se zde vyskytuje jen vzácně. Spatřit jej lze na odumírajících olších (Alnus) a vrbách (Salix).
Z obojživelníků lze v lokalitě najít čolka obecného (Lissotriton vulgaris), ropuchu obecnou (Bufo bufo), z plazů zmiji obecnou (Vipera berus) a ještěrku živorodou (Zootoca vivipara). Vodní prostředí skýtá útočiště pro mihuli potoční, mníka jednovousého (Lota lota) a střevli potoční (Phoxinus phoxinus).
Z ptáků je zde zastoupen hýl rudý, který hnízdí v porostech tužebníku na lučních biotopech. V roce 2005 zde bylo zaznamenáno 10–20 párů tohoto ptáka. Na podmáčených loukách zde spatřit hnízdění bekasiny otavní (Gallinago gallinago). Naopak v území celé nivy hnízdí bramborníček hnědý. V menším počtu zde byly spatřeni ťuhýk obecný (Lanius collurio), ledňáček říční (Alcedo atthis), lejsek šedý (Muscicapa striata), chřástal polní (Crex crex), chřástal kropenatý, vodouš kropenatý, ostříž lesní (Falco subbuteo), vlaštovka obecná (Hirundo rustica) a krutihlav obecný. Početnost nebyla stanovena u křepelky obecné (Coturnix coturnix).
Savce zde zastupuje rejsek horský (Sorex alpinus), plšík lískový (Muscardinus avellanarius), veverka obecná (Sciurus vulgaris) a vydra říční (Lutra lutra).

## Galerie

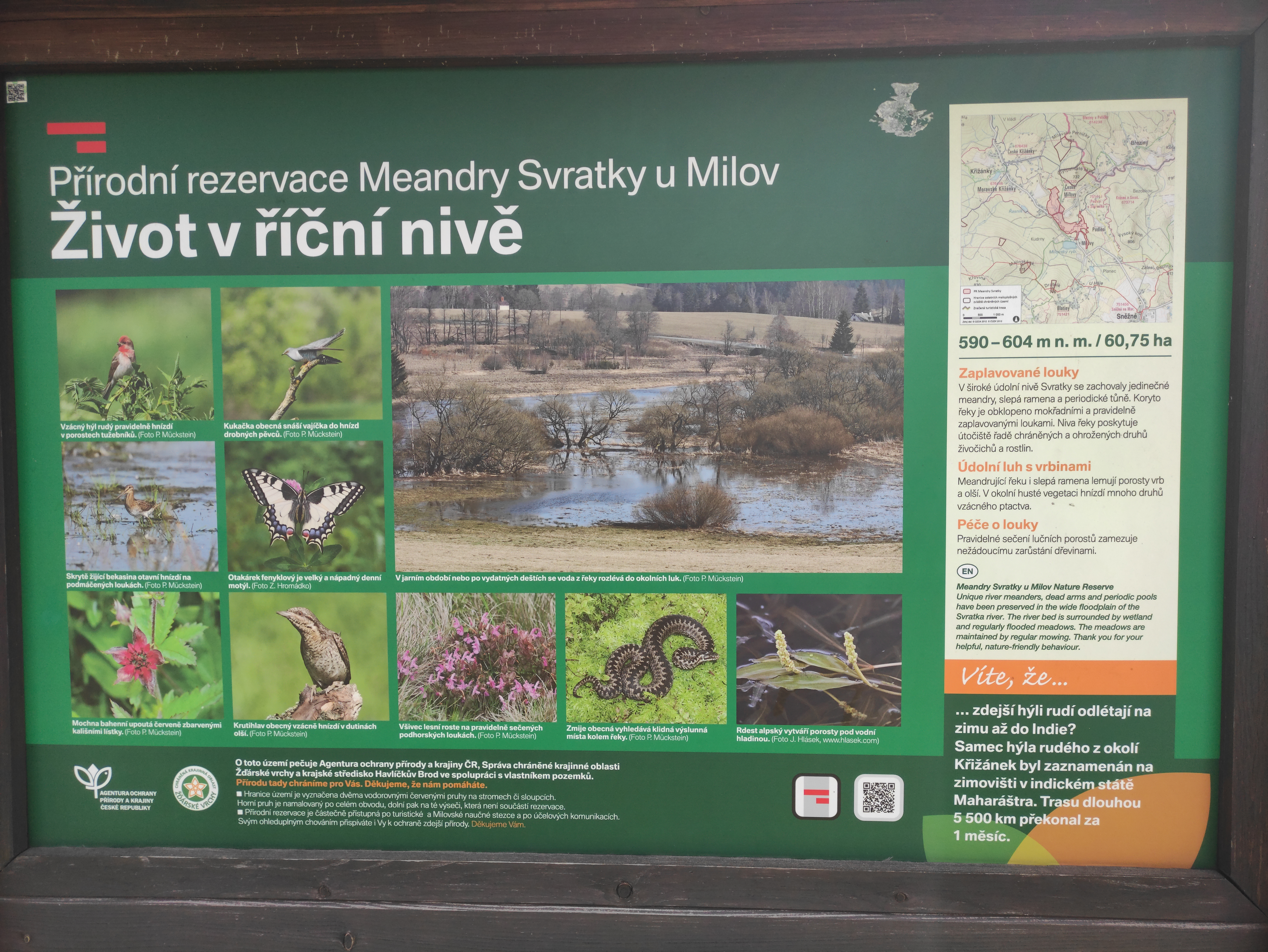
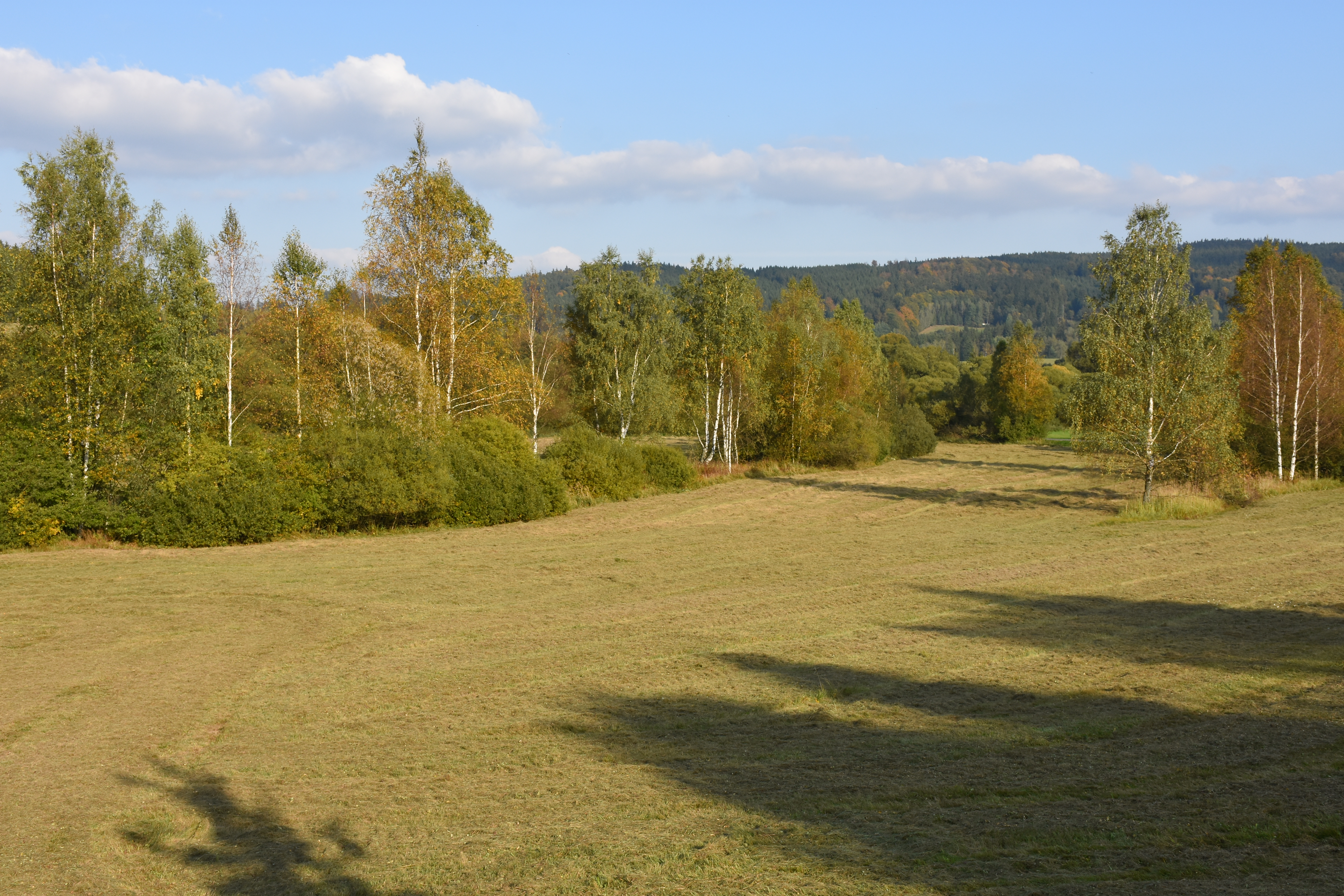
Pohled na rezervaci ze silnice od Křižánek
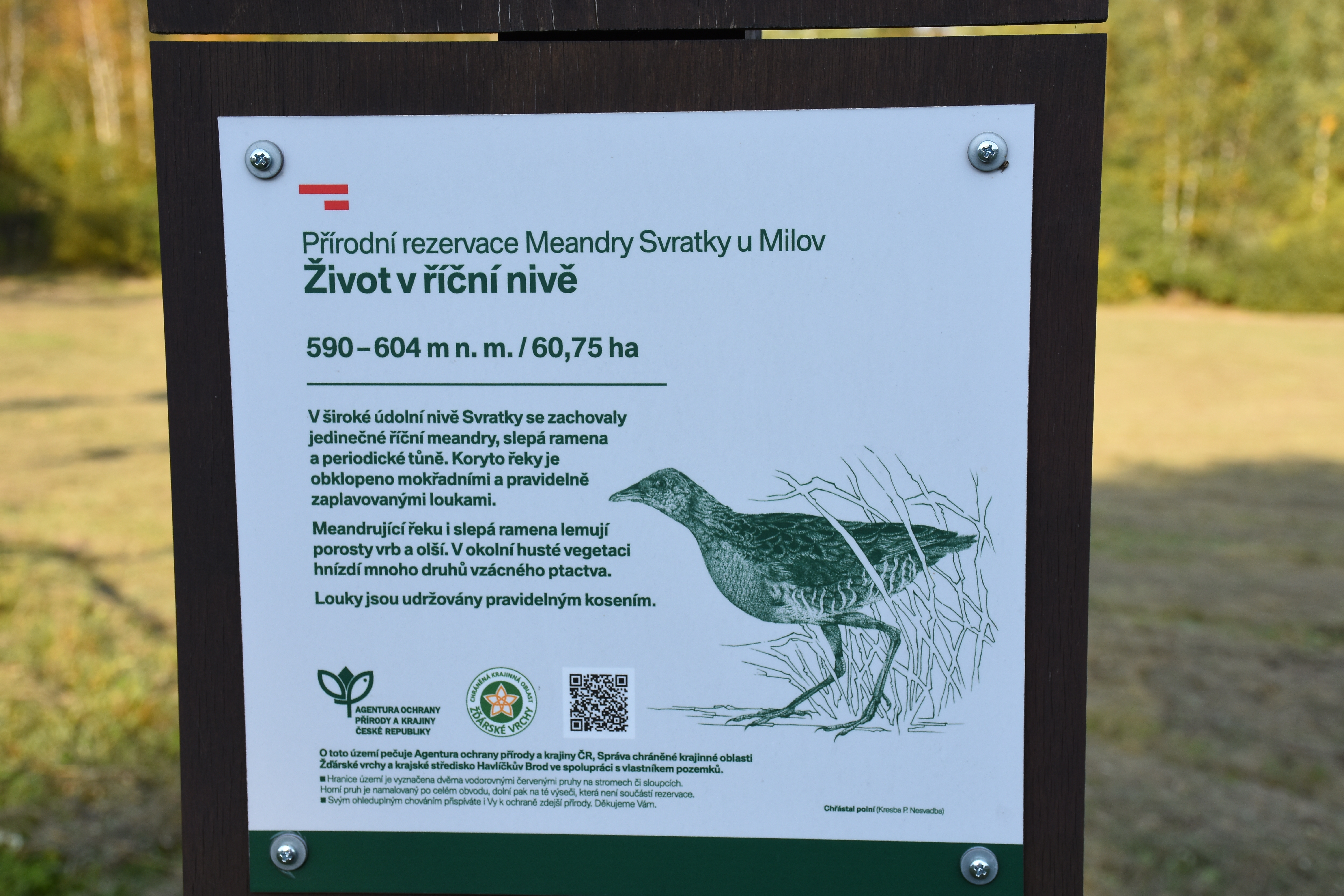